# Iwan Griekow
Iwan Iwanowicz Griekow (ros. Иван Иванович Греков, ur. 17 marca 1867, zm. 11 lutego 1934) – rosyjski chirurg. Pionier radzieckiej torakochirurgii oraz kardiochirurgii. Od 1915 piastował funkcję profesora na Uniwersytecie w Sankt Petersburgu. W 1922 założył radzieckie czasopismo chirurgiczne noszące do dziś jego imię. Do jego największych osiągnięć należy opracowanie sposobu resekcji esicy.